# Повітряні сили Індії

Прапор ВПС Індії з 1951 року

Повітряні сили Індії (хінді भारतीय वायु सेना ; Bhartiya Vāyu Senā) — один із видів Збройних сил Індії. За кількістю літаків перебувають на четвертому місці серед найбільших військово-повітряних сил світу (після США, Росії та Китаю).
Військово-повітряні сили Індії були створені 8 жовтня 1932, а перша ескадрилья з'явилася в їх складі 1 квітня 1933. Вони зіграли важливу роль у бойових діях на бірманському фронті в ході Другої світової війни. В 1945—1950 роках ВПС Індії носили префікс «королівські». Індійська авіація взяла активну участь у війнах з Пакистаном, а також у ряді дрібних операцій і конфліктів.
На 2007 у розпорядженні ВПС Індії знаходилося більш ніж 1130 бойових і 1700 допоміжних літаків і гелікоптерів.

## Історія

### Друга світова війна (1939—1945)
Під час Другої світової війни ВПС відіграли важливу роль у блокуванні японської армії в Бірмі, де їх першим ударом з повітря була атака японської військової бази в Аракані. Вони також виконували ударні завдання з японськими авіабазами в Мае Хонг Сон, Чіанг Май і Чіанг Рай на півночі Таїланду.
ВПС в основному брали участь в бомбардуваннях, безпосередній авіаційній підтримці, веденні повітряної розвідки, супроводі бомбардувальників і пошуку шляхів для важких бомбардувальників ВПС США.
Під час війни ВПС пройшли через етап сталого зростання. Нові літаки, в тому числі побудовані США: Vultee Vengeance, Douglas DC-3 і побудовані Британією: Hawker Hurricane, Supermarine Spitfire і Westland Lysander, значно поліпшили стан ВПС Індії.
На знак визнання наданих послуг щодо ВПС, король Георг VI присвоїв префікс «Королівські» і вже 1945 році ВПС Індії мали назву Королівські ВПС Індії. У 1950 році, коли Індія стала республікою, префікс було знято.

### Перші роки незалежності (1947—1950)
Після здобуття незалежності від Британської імперії в 1947 році Британська Індія була розділена на Індійський Союз і Пакистан. Вздовж лінії географічного розділу активи ВПС були розділені між новими країнами, але три з десяти оперативних ескадр, розташованих у межах Пакистану, були передані до Королівських ВПС Пакистану.
Приблизно в той же час спалахнув конфлікт за контроль над штатами Джамму і Кашмір. Це призвело до початку повномасштабної війни між Індією і Пакистаном, хоча не було ніякого офіційного оголошення війни. Під час війни Королівські ВПС Індії не вступали в повітряні бої з ВПС Пакистану, однак вони забезпечували ефективний транспорт і безпосередню авіаційну підтримку індійських військ.
Коли Індія стала республікою в 1950 році, префікс «Королівські» (Royal) був вилучений з назви індійських ВПС.

## Техніка та озброєння
Інформація про кількість техніки ПС Індії наведена станом на 2025 рік згідно з World Air Forces 2025.

### Бойові літаки
| Зображення | Тип                             | Виробництво             | Призначення                                          | Кількість | Примітки |
| ---------- | ------------------------------- | ----------------------- | ---------------------------------------------------- | --------- | --- |
|            | Mirage 2000H/I Mirage 2000TH/TI | Франція                 | багатоцільовий винищувач навчальний винищувач        | 44 11     | |
|            | Rafale DH Rafale EH             | Франція                 | багатоцільовий винищувач                             | 36        | |
|            | МіГ-21                          | СРСР Індія              | багатоцільовий винищувач                             | 36        | |
|            | МіГ-29 МіГ-29УБ                 | СРСР                    | багатоцільовий винищувач                             | 65 10     | У 2008 році був підписаний контракт з Росією на модернізацію 53 МіГ-29 до МіГ-29UPG і 9 МіГ-29УБ до МіГ-29УБ-UPG. |
|            | Су-30МКІ                        | Росія                   | багатоцільовий винищувач                             | 265       | +72 В замовленні. Поставляються з 2002 року. В рамках трьох контрактів Росія продала Індії 230 комплектів для ліцензійної збірки на загальну суму 8,5 млрд доларів. У 2012 році був підписаний ще один контракт на поставку 42 додаткових комплектів Су-30МКІ на суму 3,4 млрд доларів. |
|            | Sepecat Jaguar M/S              | Франція Велика Британія | винищувач-бомбардувальник                            | 130       | |
|            | HAL Tejas Tejas Mk 1 Trainer    | Індія                   | легкий багатоцільовий винищувач навчальний винищувач | 31 1      | Додатково замовлено 180 винищувачів + 7 навчальних |

### Літаки ДРЛС
| Зображення | Тип    | Виробництво | Призначення | Кількість | Примітки |
| ---------- | ------ | ----------- | ----------- | --------- | --- |
|            | А-50ЕІ | Росія       | літак ДРЛС  | 3         | У 2003 році був укладений контракт на поставку 3 А-50ЕІ, який був виконаний у 2010 році. У 2010 році ВПС Індії подали заявку на покупку другої партії з 9 А-50ЕІ, але контракт укладений не був. |

### Транспортні та спеціальні літаки
| Зображення | Тип                              | Виробництво       | Призначення                               | Кількість | Примітки |
| ---------- | -------------------------------- | ----------------- | ----------------------------------------- | --------- | --- |
|            | Airbus A330 MRTT                 | Європейський Союз | літак-паливозаправник                     |           | У січні 2013 було оголошено, що компанія Airbus перемогла у повторному тендері на поставку 6 літаків-заправників ВПС Індії.                                                                              |
|            | Ан-32                            | СРСР              | транспортний літак                        | 105       | У червні 2009 року був підписаний контракт на суму $ 400 млн, згідно з яким 40 Ан-32 будуть відремонтовані і модернізовані в Україні, а решта 65 — на авіаремонтному заводі «BRD-1» ВПС Індії в Канпурі. |
|            | Boeing 737—200 Boeing 737-700BBJ | США               | транспортний літак адміністративний літак | 3 1       | |
|            | HAL Saras                        | Індія             | транспортний літак                        |           | Замовлено 15 літаків. Поставки почнуться в 2014 році. |
|            | British Aerospace HS.748-100     | Велика Британія   | транспортний літак                        | 64        | |
|            | Embraer ECJ-135 Legacy           | Бразилія          | адміністративний літак                    | 5         | |
|            | Gulfstream III                   | США               | літак РЕБ                                 | 3         | |
|            | HAL Do 228—201                   | Індія             | легкий транспортний літак                 | 28        | |
|            | Іл-76МД                          | СРСР              | транспортний літак                        | 17        | |
|            | Іл-78МКИ                         | СРСР              | літак-паливозаправник                     | 6         | |
|            | C-130J Super Hercules            | США               | транспортний літак                        | 5         | |
|            | C-17 Globemaster III             | США               | транспортний літак                        | 1         | У червні 2011 року підписано контракт на поставку 10 C-17 «Глоубмастер-3» (з опціоном на 6 літаків) до липня 2014.                                                                                       |

### Навчальні літаки
| Зображення | Тип               | Виробництво     | Призначення            | Кількість | Примітки |
| ---------- | ----------------- | --------------- | ---------------------- | --------- | --- |
|            | BAE Hawk Mk.132   | Велика Британія | навчально-тренувальний | 49        | +76 Замовлено. Збройні сили Індії для ВПС і ВМФ замовили 143 BAE Hawk Mk.132 (66 у 2004 році, 57 у 2010 році і 20 в 2012 році). |
|            | HAL HJT-16 Kiran  | Індія           | навчально-тренувальний | 85        | |
|            | HAL HJT-36 Sitara | Індія           | навчально-тренувальний | 16        | Планується побудувати від 200 до 250 літаків, оснащених російським ТРД.                                                         |
|            | HAL HPT-32 Deepak | Індія           | навчально-тренувальний | 82        | |

### Вертольоти
| Зображення | Тип                             | Виробництво   | Призначення                  | Кількість | Примітки |
| ---------- | ------------------------------- | ------------- | ---------------------------- | --------- | --- |
|            | Aérospatiale SA 316B HAL SA316B | Франція Індія | багатоцільовий вертоліт      | 32 60     | |
|            | Aérospatiale SA 365             | Франція       | транспортний вертоліт        | 6         | |
|            | AH-64D Apache Longbow           | США           | Ударний вертоліт             |           | У жовтні 2011 року Міністерство оборони Індії обрало переможцем американський AH-64D Apache Longbow на поставку 22 ударних вертольотів ВПС Індії. Загальна сума контракту становить $ 1,4 млрд.                                                                                                |
|            | AgustaWestland AW101            | Італія        | транспортний вертоліт        |           | У 2010 році ВПС Індії і компанія AgustaWestland підписали контракт на поставку 12 вертольотів AW101 на загальну суму 560 млн євро. |
|            | HAL SA315B                      | Індія         | багатоцільовий вертоліт      | 23        | |
|            | HAL Dhruv                       | Індія         | багатоцільовий вертоліт      | 36        | +18 замовлено |
|            | Мі-8                            | СРСР          | багатоцільовий вертоліт      | 82        | |
|            | Мі-17 Мі-17В5                   | СРСР Росія    | багатоцільовий вертоліт      | 52 32     | +75 Мі-17В5 в замовленні. У 2008 році Міністерство оборони Індії прийняв підписало контракт з компанією «Рособоронекспорт» на поставку до 2015 року 80 Мі-17В5 на загальну суму 1,35 млрд доларів. У квітні 2022 р. в Індії прийнято рішення скасувати договір після отриманого 32-го Мі-17В5. |
|            | Мі-26                           | СРСР          | транспортний вертоліт        | 4         | |
|            | Мі-35                           | СРСР          | транспортно-бойовий вертоліт | 20        | |

## Сучасний стан

### Бойова та навчальна авіація
Основу авіаційного парку Повітряних сил Індії складають літаки радянського або російського проєктування, що в різний час закуповувались у СРСР та Росії, або виготовлялися за ліцензією у країні.

##### МіГ-21 та МіГ-23
ПС Індії зіткнулися з частими випадками аварій серед бойових винищувачів. З 1970 р. небойові втрати склали 1000 винищувачів, втрачено близько половини парку МіГ-21 та МіГ-23. Серйозною проблемою є високий рівень аварійності. З початку 1970-х по початок 2000-х років індійські ПС щорічно втрачали в середньому 23 літаки і вертольоти. У 2000-х роках ситуація покращилася; за наявною неофіційною інформацією, за 2009 рік втрачено 10 літаків і 1 вертоліт. Найбільше число льотних пригод припадає на радянські винищувачі МіГ-21 індійського виробництва. З 1971 по квітень 2012 розбилися 482 літаки (більше половини з 872 отриманих).

##### МіГ-27
Ці літаки виготовляли в Індії за ліцензією корпорацією HAL під назвою Bahadur («Відважний») та має індекс МіГ-27М (іноді використовується МіГ-27МЛ або МіГ-27Л).
У вересні 2018 року на північному заході Індії у штаті Раджастан розбився один з наявних винищувачів-бомбардувальників МіГ-27 Повітряних сил Індії.

##### Су-30МКІ
На озброєнні індійської армії стоїть близько 240 винищувачів Су-30МКІ, що робить його наймасовішим у Повітряних силах Індії.
Починаючи з 2009-го року близько десяти літаків Су-30 в індійській версії було втрачено по різним причинам. Зокрема до основних відносять низьку підготовку індійських льотчиків, а також погану якість винищувачів російського виробництва та які збиралися в Індії за ліцензією. Один з таких винищувачів впав у серпні 2019 року.

##### Mirage 2000
Також Індія експлуатує певну кількість літаків Mirage 2000 придбаних у Франції у 1980-х роках. У вересні 2020 року стало відомо, що Індія купує у Франції для національних повітряних сил вживані багатоцільові винищувачі Mirage-2000, нова угода дозволить підтримати у робочому стані наявний парк літаків. 

##### Dassault Rafale
У 2017 році Індія проводила тендер на закупівлю нових винищувачів, за його результатами у 2012 році перемогу здобув Dassault Rafale. 
23 вересня 2016 року Міністерство оборони Індії підписало контракт з компанією Dassault Aviation на поставку 36 винищувачів Rafale. Загальна заявлена вартість програми становить 8,5 млрд доларів. З 36 літаків, виконаних в конфігурації, відповідно до вимог ПС Індії, 28 машин будуть поставлені в одномісній версії та 8 одиниць двомісної.
Індія очікувала, що у Франції буде побудовано тільки 18 машин, а решта на потужностях місцевої авіабудівної компанії HAL. Однак, Dassault Aviation в результаті відмовилася взяти відповідальність за літаки побудованих в Індії.
Перші п’ять з 36 замовлених для індійських ПС винищувачів Rafale 29 липня 2020 року приземлилися на авіабазі «Ambala», де розміщується 17-а винищувальна ескадрилья ВПС Індії. У вересні 2020 року Командування ПС Індії офіційно прийняло їх на озброєння. 
Друга партія з трьох винищувачів Rafale, зробивши безпосадочний переліт з авіабази у Франції, прибула на авіабазу ПС Індії у листопаді 2020 року.
Четверта партія прибула у березні 2021 року. П’ята поставка в рамках контракту відбулась у квітні 2021 року . Загалом кількість літаків Rafale в розпорядженні Повітряних сил Індії зросло до 17.

#### Перспективи

##### Fifth Generation Fighter Aircraft (FGFA)
22 грудня 2008 року Об’єднана авіабудівна корпорація (РФ) та індійська компанія Hindustan Aeronautics Limited (HAL) підписали контракт про спільну розробку та виробництво винищувачів п’ятого покоління за програмою Fifth Generation Fighter Aircraft (FGFA). За умовами досягнутої угоди, індійська компанія займеться розробкою бортового комп’ютера винищувача, навігаційної системи, інформаційних дисплеїв у кабіні пілота і системи самозахисту. Решта робіт у спільному проекті візьме на себе російська компанія «Сухой».
31 серпня 2010 в підмосковному Жуковському на аеродромі «Раменське» в рамках процесу з підготовки контракту між Об’єднаної авіабудівної корпорації (ОАК) і корпорацією HAL про спільну розробку винищувача п’ятого покоління відбулася демонстрація нового російського перспективного авіаційного комплексу фронтової авіації (ПАК ФА) представникам Міністерства оборони і ПС Індії, а також індійської літакобудівної корпорації HAL. Передбачається, що частка HAL у спільному проекті складе не менше 25 відсотків. Загальна вартість проекту оцінюється у вісім-десять мільярдів доларів. 
У квітні 2018 року стало відомо про призупинення участі Індії спільної програми з РФ по розробці перспективного винищувача п’ятого покоління Fifth Generation Fighter Aircraft (FGFA) на основі російського проекту ПАК ФА (Т-50, Су-57).
Офіційні джерела у ПС Індії стверджують, що винищувач Су-57 не відповідає їх вимогам які ставляться до перспективного літака, зокрема йде мова про малопомітності, авіоніці, РЛС та інше.

#### Національне виробництво

##### HTT-40
У лютому 2021 року Індія замовила у компанії HAL 70 навчально-тренувальних літаків HTT-40 національної розробки та виробництва. Це стало першим замовленням на розроблений в Індії навчальний турбогвинтовий літак.
11 серпня 2020 року Рада з питань оборони Індії затвердила закупівлю 106 навчальних літаків HTT-40 на суму у близько 2 млрд доларів США. Придбання розбито на дві частини – спочатку повітряні сили Індії отримають 70 бортів, а ще 36 зарезервовано в опціоні.
Розробка літака відбувалась в ініціативному порядку компанією HAL та в 2015 році зацікавила командування повітряних сил Індії та навіть було включено у перелік військових товарів для закупівлі у національного виробника з назвою «Made in India».
До кінця 2015-го року індійське міністерство оборони озвучило плани, що Індія придбає навчальні літаки HTT-40 у кількості 70 одиниць, але остаточне рішення було погоджено лише за 5 років.

##### Tejas
Індія займається розробкою базового винищувача Tejas за програмою Light Combat Aircraft (LCA) з 1983 року. Новим літаком планувалося замінити всі застарілі винищувачі МіГ-21. ПС Індії замовили 40 літаків Tejas перший з яких був переданий військовим для випробувань в січні 2011 року.
У лютому 2020 року Індія завершила підписання угоди на придбання 83 легких винищувачів Tejas Mark-1A виробництва корпорації Hindustan Aeronautics Limited (HAL). Вартість купівлі, а також технічного обслуговування та інфраструктури, оцінили у 5,4 млрд доларів США.

##### F-21
Авіакомпанія Lockheed Martin запропонувала свої винищувачі F-21 Індії для посилення Повітряних сил Індії в рамках конкурсу MMRCA 2.0 з можливістю їх локалізації у Індії за державною програмою «Зроблено в Індії».
F-21 є ребрендингом багатоцільового винищувача F-16V Block 70. Причиною цьому називають наявність на озброєнні Пакистану більш ранньої версії винищувачів, проте ідентичне позначення моделі може негативно вплинути на просування в Індії.

### Транспортна авіація

##### Ан-32
Індія експлуатує 68 Ан-32 та 35 Ан-32RE. Ан-32RE — модернізація Ан-32 для ПС Індії. На літаку встановлено обладнання попередження зіткнення літаків у повітрі, обладнання раннього попередження зіткнення із землею, система супутникової навігації, літакові далекоміри, модернізований радіовисотомір, новий радіолокатор з двома багатофункціональними індикаторами, нове кисневе обладнання, поліпшені крісла екіпажу. Вантажність літака збільшена до 7,5 т.
В липні 2009 року було підписано контракт між ПС Міністерства оборони Індії та «дочкою» державної компанії «Укрспецекспорту» — «Спецтехноекспорт», обсягом близько $400 млн на ремонт і модернізацію 105 машин Ан-32 індійських ПС.

##### Airbus C295MW
8 вересня 2021 року Уряд Індії схвалив закупівлю 56 транспортних літаків Airbus C295MW для заміни поточного парку літаків BAe748 Повітряних сил країни, повідомили у Міноборони Індії. Вартістю угоди складає близько 2,5 мільярдів доларів.
Шістнадцять транспортних літаків C-295MW будуть доставлені з авіабудівного підприємства Airbus в Іспанії протягом 48 місяців після підписання контракту.
Решта 40 літаків буде виготовлено в Індії Консорціумом TATA протягом десяти років після укладання угоди. Планується, що велика кількість деталей, агрегатів і основних вузлів літака буде виготовлена в Індії.

### Спеціальна авіація

##### Літак EMB-145 ДРЛВ
У липні 2008 року МО Індії підписало з компанією «Ембраєр» контракт вартістю 210 млн дол на постачання трьох реактивних літаків EMB-145 для створення на їх базі повітряних систем дальнього радіолокаційного виявлення (ДРЛВ).
Літак є версією регіонального реактивного лайнера ERJ-145. Він оснащений системою дозаправлення паливом у повітрі, системами супутникового зв’язку SATCOM, відрізняється істотно поліпшеною апаратурою для охолодження та генерації електроенергії.
Викатка першого літака EMB-145 відбулась у лютому 2011 року. 

### Гелікоптери

##### AH-64E Apache та CH-47F(I) Chinook
У 2015-у році Індія та Boeing підписали угоду на постачання 22 ударних гелікоптерів AH-64E Apache та 15 транспортних CH-47F(I) Chinook. Загальна сума угоди складає 3,1 млрд доларів США.
У лютому 2019 року Компанія Boeing здійснила передачу першого транспортного гелікоптера CH-47F Chinook для Повітряних сил Індії. 

## Розпізнавальний знак

Розпізнавальний знак
Знак на кіль

### Еволюція розпізнавальних знаків
| Розпізнавальний знак | Знак на фюзеляж | Знак на кіль |
| -------------------- | --------------- | ------------ |
|                      |                 |              |
|                      |                 |              |

## Знаки розрізнення
Англійська мова є офіційною в збройних силах Індії. Всі військові звання існують тільки англійською і ніколи не перекладаються жодною з індійських мов. Британська система військових звань використовується у Збройних силах Індії практично без змін.

## Галерея

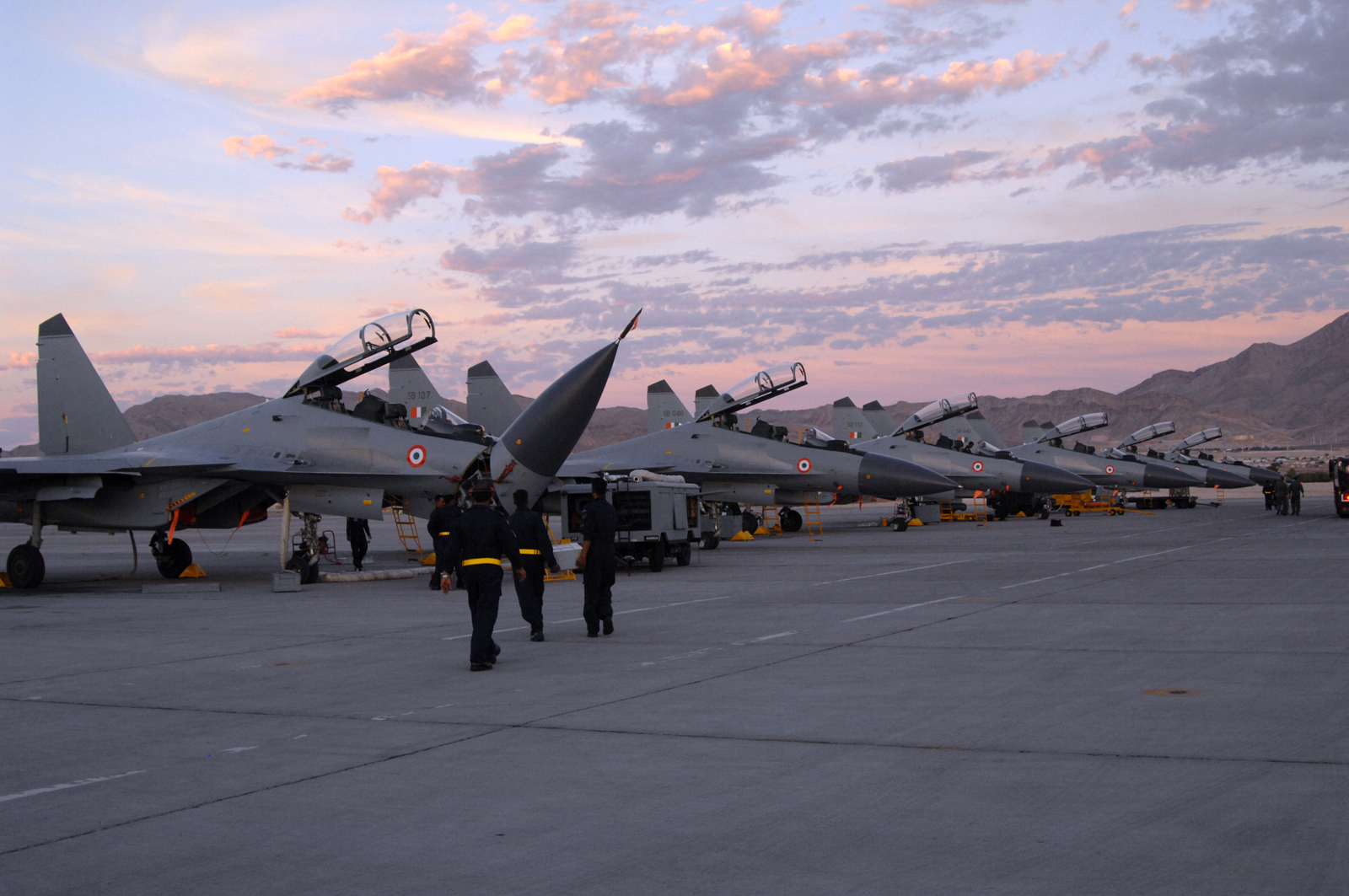
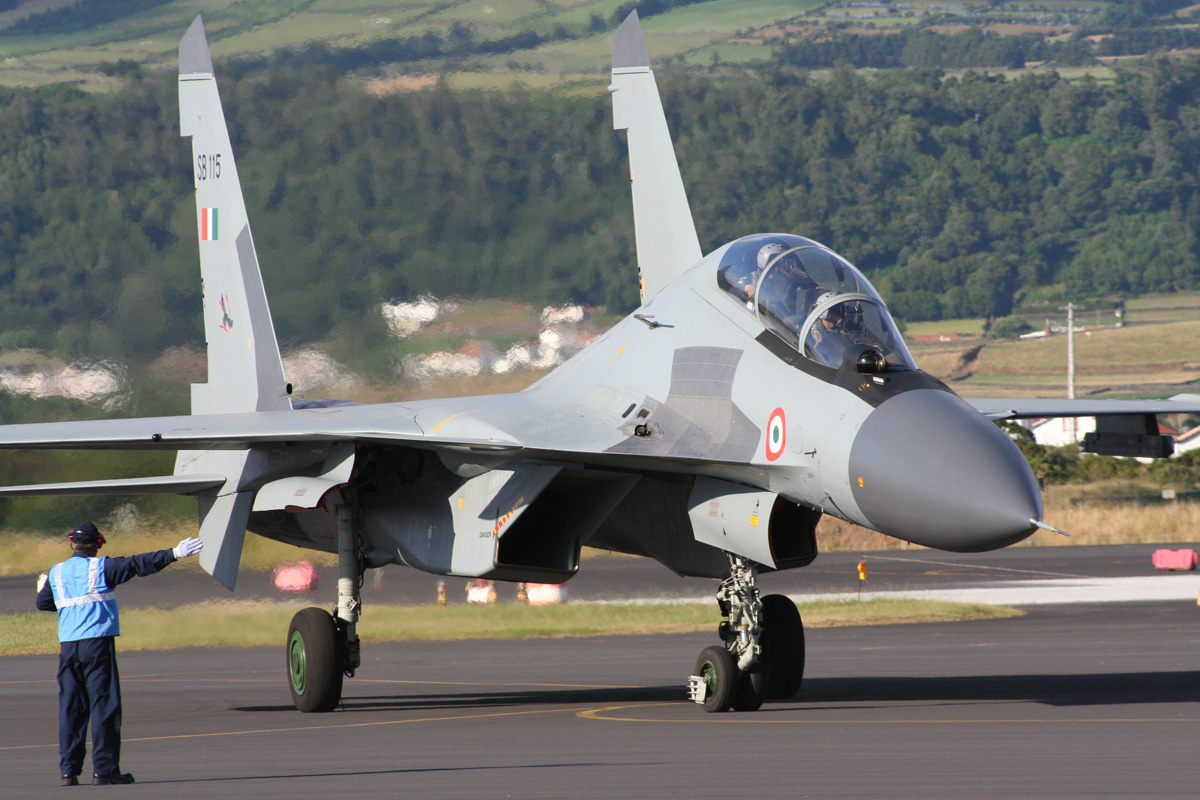

### Генерали та офіцери
| Категорії                    | Генерали                        | Генерали          | Генерали          | Генерали          | Генерали      | Старші офіцери | Старші офіцери | Старші офіцери  | Молодші офіцери   | Молодші офіцери | Молодші офіцери    |
| ---------------------------- | ------------------------------- | ----------------- | ----------------- | ----------------- | ------------- | -------------- | -------------- | --------------- | ----------------- | --------------- | ------------------ |
|                              |                                 |                   |                   |                   |               |                |                |                 |                   |                 |                    |
| Індійське звання             | Marshal of the Indian Air Force | Air Chief Marshal | Air Marshal       | Air Vice-Marshal  | Air Commodore | Group Captain  | Wing Commander | Squadron Leader | Flight Lieutenant | Flying Officer  | Pilot Officer      |
| Відповідне українське звання | Немає                           | Генерал армії     | Генерал-полковник | Генерал-лейтенант | Генерал-майор | Полковник      | Підполковник   | Майор           | Капітан           | Лейтенант       | Молодший лейтенант |

### Сержанти та солдати
| Категорії                    | Підофіцери             | Підофіцери      | Підофіцери             | Сержанти | Сержанти         | Солдати             | Солдати     |
| ---------------------------- | ---------------------- | --------------- | ---------------------- | -------- | ---------------- | ------------------- | ----------- |
|                              |                        |                 |                        |          |                  |                     |             |
| Індійське звання             | Master Warrant Officer | Warrant Officer | Junior Warrant Officer | Sergeant | Corporal         | Leading Aircraftman | Aircraftman |
| Відповідне українське звання | Старший прапорщик      | Прапорщик       | Старшина               | Сержант  | Молодший сержант | Старший солдат      | Рядовий     |